# Powiat Nyski
Der Powiat Nyski ist ein Powiat (Kreis) in der Woiwodschaft Opole in Polen. Verwaltungssitz ist die Kreisstadt Nysa (Neisse). Der Powiat hat eine Fläche von 1223,87 km², auf der rund 140.000 Einwohner leben.

## Städte und Gemeinden
Der Powiat umfasst neun Gemeinden, davon fünf Stadt- und Landgemeinden, deren gleichnamige Hauptorte das Stadtrecht besitzen, sowie vier Landgemeinden.
Einwohnerzahlen vom 31. Dezember 2020

### Stadt- und Landgemeinden
- Głuchołazy (Bad Ziegenhals) – 23.413
- Korfantów (Friedland O.S.) – 8639
- Nysa (Neisse) – 56.573
- Otmuchów (Ottmachau) – 13.355
- Paczków (Patschkau) – 12.429

### Landgemeinden
- Kamiennik (Kamnig, 1936–1945: Steinhaus) – 3407
- Łambinowice (Lamsdorf) – 7388
- Pakosławice (Bösdorf) – 3496
- Skoroszyce (Friedewalde) – 6164

## Politik
Die Kreisverwaltung wird von einem Starosten geleitet. Seit 2018 ist dies Andrzej Kruczkiewicz (PiS).

### Kreistag
Der Kreistag besteht aus 25 Mitgliedern, die von der Bevölkerung gewählt werden. Die turnusmäßige Wahl 2024 brachte folgendes Ergebnis:
- Prawo i Sprawiedliwość (PiS) 30,6 % der Stimmen, 10 Sitze
- Koalicja Obywatelska (KO) 22,3 % der Stimmen, 6 Sitze
- Wahlkomitee „Forum Selbstverwaltung 2002“ 16,0 % der Stimmen, 4 Sitze
- Trzecia Droga (TD) 10,2 % der Stimmen, 3 Sitze
- Wahlkomitee „Senator Piotr Jan Woźniak – Zusammen für den Powiat“ 8,5 % der Stimmen, 1 Sitz
- Wahlkomitee „Positiv – Klub für soziale Initiativen“ 8,3 % der Stimmen, 1 Sitz
- Wahlkomitee „Liga für den Powiat Nyski“ 4,2 % der Stimmen, kein Sitz

Die turnusmäßige Wahl 2018 brachte folgendes Ergebnis:
- Prawo i Sprawiedliwość (PiS) 24,0 % der Stimmen, 8 Sitze
- Koalicja Obywatelska (KO) 16,0 % der Stimmen, 4 Sitze
- Wahlkomitee „Powiat des Volkes – Kordian Kolbiarz“ 15,3 % der Stimmen, 3 Sitze
- Polskie Stronnictwo Ludowe (PSL) 13,7 % der Stimmen, 4 Sitze
- Wahlkomitee „Zusammen für den Powiat 2018“ 13,6 % der Stimmen, 3 Sitze
- Wahlkomitee „Forum Selbstverwaltung 2002“ 12,5 % der Stimmen, 3 Sitze
- Wahlkomitee „Liga für den Powiat Nyski“ 5,0 % der Stimmen, kein Sitz